# Profumerie Sénès
Le Profumerie Sénès furono una storica azienda italiana di produzione e commercio di profumi, saponi e cosmetici, fondata nel XIX secolo dalla famiglia provenzale Sénès. Attiva principalmente a Palermo e a Napoli, l'impresa si sviluppò lungo due rami familiari distinti ma inizialmente collegati. A Palermo la ditta assunse, nel corso del tempo, le denominazioni di Fratelli Sénès, G. Sénès Camarda e infine G. & E. Sénès Fratelli & Co.. A Napoli si affermò con la ragione sociale Bellet, Sénès et Courmes, successori di Louis Arène, uno dei pionieri del settore in italia. Le profumerie Sénès rimasero attive per oltre un secolo, distinguendosi per l'eccellenza produttiva e le moderne strategie commerciali.

## Storia

### Origini
La famiglia Sénès era originaria di Solliès-Pont, in Provenza. Alexandre Benoît Sénès (1784–?) e suo fratello Joseph (1782–1837), figli di Polycarpe Sénès e Catherine Hugony (1753 – 1811)  emigrarono in Italia nei primi anni dell'Ottocento, probabilmente perché oppositori della rivoluzione francese. Dopo un primo insediamento a Napoli, Alexandre si trasferì a Palermo tra il 1813 e il 1818, dove avviò l'attività profumiera insieme a Joseph e al cugino Jacques Auguste Hugony.
Secondo la tradizione, i tre fondarono una fabbrica di profumi e saponi nella borgata marinara di Vergine Maria, sfruttando coltivazioni di essenze come il bergamotto e il Pelargonium graveolens. Questa prima attività artigianale sarebbe alla base dell'intera tradizione imprenditoriale dei Sénès in Sicilia. Successivamente, i fratelli Sénès e Hugony si separarono: i primi continuarono a gestire la fabbrica e aprirono anche una profumeria in via Toledo 104 (oggi il Cassaro), mentre Hugony, sempre in via Toledo, inaugurò un proprio negozio.

### Le profumerie di Palermo
Nel corso dell'Ottocento, l'azienda di Palermo prese il nome di Fratelli Sénès, continuando la produzione di profumi, saponi e cosmetici. Dopo la morte di Joseph nel 1837, subentrò nella gestione Giuseppe Policarpio Sénès, figlio di Alexandre. La fabbrica rimase attiva nella borgata Vergine Maria, mentre la vendita al dettaglio avveniva attraverso il negozio di via Toledo 104.
Dopo la morte prematura di Giuseppe Policarpio nel 1854, l'azienda passò alla vedova Gaetana Vialeton, che ne assunse la guida. Partecipò con successo all'Esposizione italiana di Firenze del 1861, dove ricevette medaglie d'argento e di bronzo sotto la denominazione di "Fabbrica della Vedova Sénès".  1871 l'azienda riprese il nome Fratelli Sénès, ma dal 1891 comparve la nuova ragione sociale Sénès Camarda Giuseppe, figlio adottivo di Antonio Camarda, il direttore della fabbrica, che sposò la vedova Sénès.

Agli inizi del Novecento nacque la G. & E. Sénès Fratelli & Co., fondata dai fratelli Giorgio ed Emilio Sénès, cugini di Giuseppe. Sebbene le due aziende avessero nomi distinti, operavano in sinergia, condividendo stabilimenti e punti vendita. Secondo fonti industriali dell'epoca, la G. & E. Sénès era attiva già dal 1880, con un capitale dichiarato di 100.000 franchi e 70 dipendenti. 
Giuseppe Sénès, che col tempo abbandonò il cognome Camarda, guidò l'azienda fino al 1928. Dopo la sua morte e in assenza di eredi attivi nell'impresa, l'attività fu progressivamente dismessa e ufficialmente liquidata nel 1934. L'ultima menzione dell'azienda appare nell'Annuario Politecnico Italiano dello stesso anno. 

### Le profumerie di Napoli
Negli anni '30 dell'Ottocento Alexandre Sénès tornò a Napoli, dove si associò con il connazionale Louis Arène, fondatore nel 1800 della più antica profumeria d'Italia in via Toledo 293. La loro collaborazione fu ufficializzata nel 1838 con la costituzione della società Arène & Co.,  con vendita al dettaglio e produzione nel Palazzo Stigliano in via Toledo. 
Nel 1841, Arène si ritirò e si unì alla società Guillaume Jacques Bellet, marito di Rosalia Sénès, e Vincenzo Russo. In seguito vi entrò anche Alphonse Courmes da Grasse, marito di Clementina Sénès. La ragione sociale cambiò nel tempo: Sénès et Bellet, Sénès e Bellet & C., Bellet, Russo, Sénès & C. e infine Bellet, Sénès & Courmes (BS&C), attiva in via Toledo 180–181.
La BS&C crebbe rapidamente, diventando una delle principali profumerie italiane. Ottenne il titolo di Fornitore della Real Casa e avviò esportazioni in Egitto, Tripoli, Francia e Stati Uniti. Tra la fine dell'Ottocento e i primi del Novecento la fabbrica fu trasferita da Arenaccia a via Casanova 46. La ditta, che impiegava fino a 40 operai,  investì molto nella pubblicità e nel marketing culturale.
Tra le strategie adottate figurano:
- Sponsorizzazioni su riviste e giornali
- Collaborazioni con il compositore Umberto Giordano e l'illustratore Achille Beltrame
- Doni a personalità famose, come Giuseppe Verdi, a cui fu dedicato il profumo "Otello"
- Produzione di gadget promozionali come i calendarietti da barbiere

### La disputa sul marchio "Successore di Arène"
Nel 1886, Giorgio Sénès, esponente del ramo palermitano, aprì un negozio in Galleria Umberto I a Napoli con il marchio G. Sénès Succ. d'Arène.  Questo provocò una disputa con la BS&C, che pubblicò per anni annunci per smentire l'esistenza di succursali e denunciare la concorrenza sleale. Dopo il 1903, la G. Sénès Succ. d'Arène scompare dalle fonti, suggerendo la chiusura dell'attività.

### Declino e chiusura
La Bellet, Sénès & Courmes proseguì l'attività fino alla seconda metà degli anni venti. La scomparsa dei membri della famiglia Sénès coinvolti nella gestione e il mancato ricambio generazionale portarono al ritiro della componente familiare. Nel 1928, un contenzioso con il fisco per 150.000 lire segnalò l'inizio della crisi. 
Alla fine degli anni trenta l'attività dell'azienda risulta cessata.
Le profumerie Sénès rappresentarono per oltre un secolo un esempio di imprenditoria familiare innovativa. La loro storia è legata all'evoluzione industriale del Mezzogiorno e all'affermazione del gusto borghese tra XIX e XX secolo. Resta testimonianza di questa tradizione il rudere della fabbrica di Borgata Vergine Maria a Palermo, memoria di un importante capitolo della profumeria italiana.